# Scutum aus Dura Europos

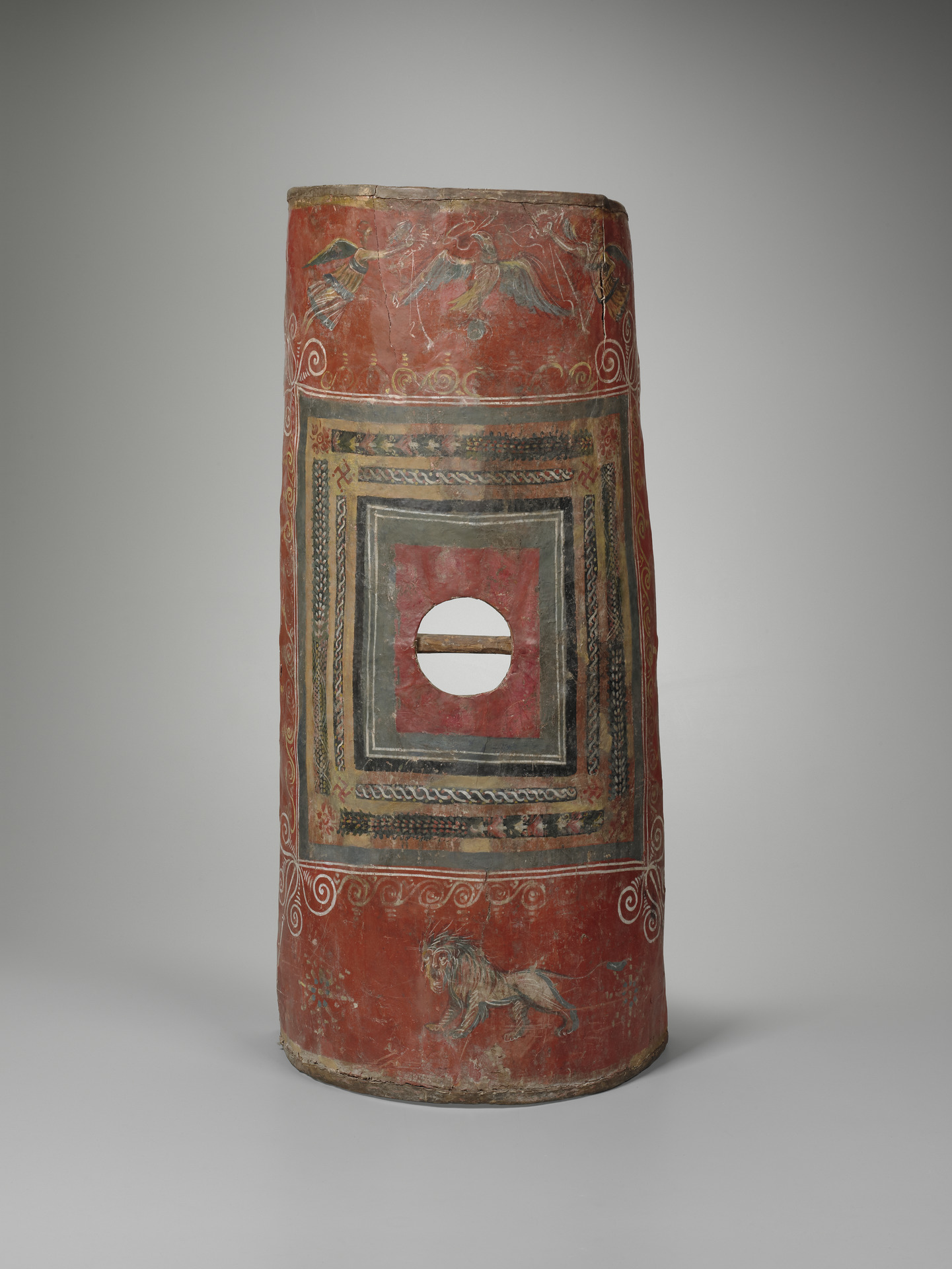
Das Scutum aus Dura Europos

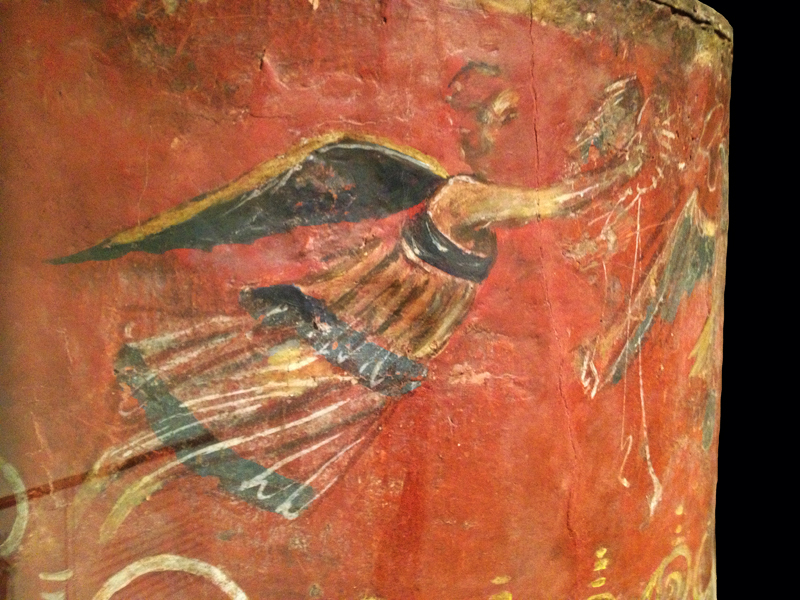
Detail

Das Scutum aus Dura Europos ist das einzige erhaltene Scutum aus der Römerzeit. Es befindet sich heute in der Yale University Art Gallery (Inventarnummer 1933.715). Der Schild wurde in der Grabungskampagne 1932/33 am Turm 19 von Dura Europos (im heutigen Syrien) gefunden. Die Stadt wurde im Jahr 256 von den Sassaniden belagert, schließlich eingenommen und weitgehend zerstört. Der Ort liegt in der Wüste. Das trockene Klima ermöglicht sehr gute Erhaltungsbedingungen für organische Materialien wie Holz. Da die Stadt eine römische Garnison beherbergte und bei einer Belagerung unterging, wurden bei den Ausgrabungen besonders viele Waffen gefunden.

## Aufbau
Das Scutum, ein rechteckiger gewölbter Schild, ist 105,5 × 41 cm groß und vor allem aus Holz gearbeitet. Es fand sich in dreizehn Teile zerfallen. Es ist aus Holzstreifen angefertigt, die 30 bis 80 mm breit und 1,5 bis 2 mm stark sind. Sie sind zu drei Lagen übereinander zusammengefügt, sodass die Gesamtdicke der Holzschicht 4,5 bis 6 mm beträgt. In der Mitte des Schildes ist ein Loch, das wahrscheinlich ins Holz geschnitten wurde, nachdem das Brett angefertigt worden war. Der dort einst befindliche Schildbuckel fehlt. Die Rückseite des Schildes war mit verstärkenden Holzleisten versehen, die jedoch alle verschwunden sind. Auf der Rückseite scheint es einen roten Überzug aus Haut gegeben zu haben. Er wird im Vorbericht der Ausgrabung erwähnt, ist heute aber nicht mehr vorhanden. Die Oberfläche der Vorderseite war mit Stoff und dann mit Haut oder Pergament bespannt. Darauf befindet sich eine Bemalung. Um das zentrale Loch finden sich mehrere Dekorbänder. Im oberen Teil des Schildes ist ein Adler mit zwei Siegesgöttinnen dargestellt. Im unteren Teil ist ein männlicher Löwe zu sehen.
Der Schild wurde mehrfach stark restauriert. Diese früheren Restaurierungen hatten vor allem die Erhaltung der Malereien zum Ziel, während die Restauratoren sich nicht weiter um die Konstruktion des Schildes bemühten. Viele technische Details können heute nur noch anhand alter Beschreibungen nachvollzogen werden. Der Schild ist heute stärker gerundet als im ursprünglichen Zustand.

## Fundumstände
Der Schild wurde bei Ausgrabungen 1932/1933 im Turm 19 der Stadtmauer gefunden. Dieser liegt an der Westseite der Stadt. Die Ereignisse, die bei der Belagerung stattfanden, konnten rekonstruiert werden. Seit den 220er-Jahren n. Chr. scheint die Stadt permanent Angriffen der Sassaniden ausgesetzt gewesen zu sein. Kurz nach 250 fiel sie sogar in die Hand der Sassaniden, wurde aber 254 von den Römern wieder zurückerobert. In dieser Zeit erfolgte vor allem eine verstärkte Befestigung der Westseite der Stadt. Die Ostseite liegt dagegen an einem steilen Abhang und bedurfte keiner Stadtmauer, doch scheint es hier ein Tor zum Euphrat hin gegeben zu haben. Bei der Mauer an der Westseite wurden angrenzende Häuser in die Mauer einbezogen und mit Lehmziegeln aufgefüllt, sodass ein massiver Wall entstand. Dies war ein Glück für die Archäologie: Die in die Mauer einbezogenen Bauten fanden sich exzellent erhalten.

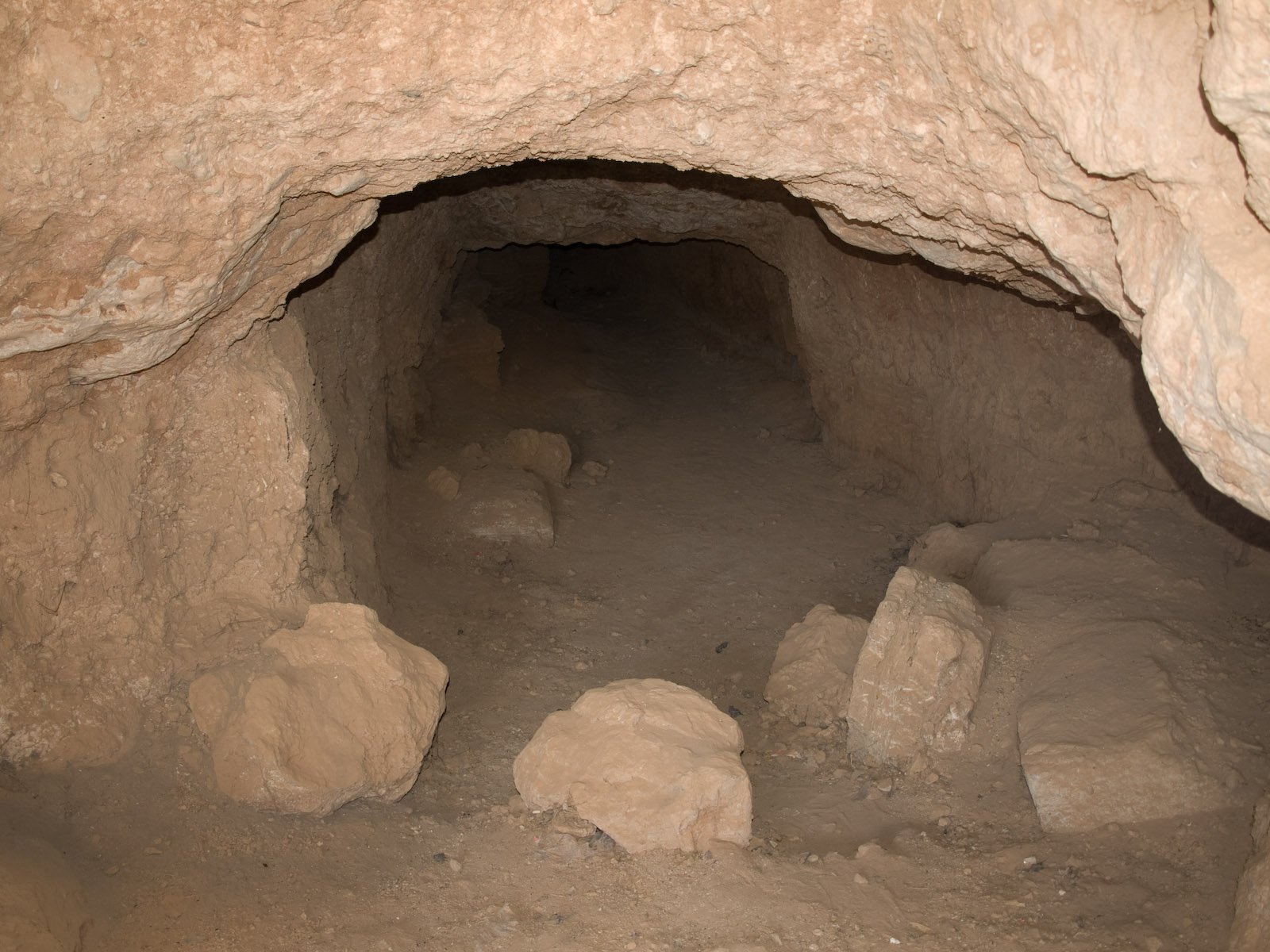
Eingang zum römischen Gegentunnel

Im Jahr 256 gab es einen Großangriff der Sassaniden. Westlich der Stadt wurde ein Lager errichtet, das größer als sie selbst war. Eine Hauptoperation bei der Belagerung war die Untergrabung der Stadtmauer, um sie an einer Stelle zum Einsturz zu bringen. Den Römern blieb diese Aktion nicht verborgen, und sie gruben daraufhin einen eigenen Tunnel, um den Feinden unterirdisch zu begegnen und sie zu bekämpfen. Was dann genau geschah, ist in der Forschung umstritten. Jedenfalls fanden sich im Tunnel zwanzig Skelette römischer Soldaten mit voller Ausrüstung, hingegen nur eine Leiche eines Sassaniden. In dem Vorbericht zu den Ausgrabungen wurde vermutet, dass der Tunnel einfach einstürzte und die Soldaten begrub. Neuere Überlegungen kommen zu einem anderen Szenario. Demnach bemerkten die Sassaniden, dass die Römer einen Gegentunnel gruben, und warteten auf deren Durchbruch. Als die Römer in den Tunnel der Sassaniden durchbrachen, wurden sie mit einem Feuer – durch Naphtha verstärkt – „empfangen“. Die römischen Soldaten verbrannten oder erstickten. Der Tunnelbau ist daraufhin von den Sassaniden weiter vorangetrieben worden, bis der Turm 19 und die Mauer zum Teil einstürzten, wohl nur ein paar Stunden, höchstens ein paar Tage später. Dabei wurden im Inneren des Turmes zahlreiche Objekte begraben, die einerseits teils verbrannt und vom oberen Teil des Turms herabgefallen, andererseits hier gelagert waren. Es handelt sich meist um Waffen, die bemerkenswert gut erhalten blieben, darunter auch das Scutum. Die Aktion insgesamt scheiterte jedoch, da der Turm und die Mauer nur zum Teil einstürzten und dabei keine Bresche in der Mauer entstand.